# Derlin-3
Derlin-3‏ (Derlin 3) هوَ بروتين يُشَفر بواسطة جين Derlin-3 في الإنسان.